# Urukú
Urukú (Urucu), jedna od skupina Ramarama Indijanaca iz brazilske države Rondônia koji su govorili, istoimenim, sada izumrlim jezikom ili dijalektom porodice ramarama. S Uruku Indijancima upoznat je bio Harald Schultz (1955), koji ih je locirao na rijeci Rio Machado i sastavio rječnik jezika uruku i digüt.
Prema Schultzu Uruku su bili ratari (manioka, batata, banana, etc.), lovci, skupljači i ribari. Ribu su lovili na Igarapé de Lourdes, a tu se danas nalazi istoimeni rezervat na kojem žive Indijanci Karo. 